# 岐阜県立益田清風高等学校
岐阜県立益田清風高等学校（ぎふけんりつ ましたせいふうこうとうがっこう）は、岐阜県下呂市萩原町萩原にある県立高等学校。

## 概要
2005年（平成17年）4月に下呂地区にある岐阜県立益田南高等学校と萩原地区にある岐阜県立益田高等学校を統合し開校。統合によって益田清風高等学校が下呂市内で唯一の高等学校となった。
女子バレーボール部は、春の高校バレーや高校総体での出場経験がある。

## 沿革
- 2005年（平成17年）4月 - 岐阜県立益田高等学校と岐阜県立益田南高等学校を統合し、岐阜県立益田清風高等学校が開校[1]。

## 設置学科
普通科
商業科
- ビジネス情報科[2]
- ビジネス会計科[1]（商業科統合により2019年（平成31年）度から募集停止）[2]
- 経営情報科（商業科統合により2019年（平成31年）度から募集停止）[2]

総合学科
- 言語・文化系列
- 観光産業系列[1]
- 健康福祉系列

## 教育目標
- 地域に学び、地域と育ち、地域に貢献する[1]。
- 理想を掲げ、主体的に考え行動できる、心豊かでたくましい精神を持った人間の育成を図る。

## 交通
JR高山本線 飛騨萩原駅から徒歩で約1分の場所にあり、「岐阜県下で鉄道駅に一番近い高等学校」と言われることがある。学校が定期考査などの日には、飛騨萩原駅から下りの下呂駅行き臨時列車が運転されることがある。

## 部活動

### 運動部
- 陸上競技
- 弓道
- 剣道
- バレー（男・女）
- ハンドボール（男・女）
- バスケットボール（男・女）
- 野球
- バドミントン
- ソフトテニス（男・女）
- 卓球

### 文化部
- 美術
- 演劇
- 書道
- インターアクト
- ワープロ
- 情報処理
- 簿記
- 吹奏楽
- 茶華道

## 著名な卒業生
以下は 前身となる岐阜県立益田高等学校 の卒業生。
- 熊﨑勝彦 - 元東京地検特捜部長、元最高検察庁公安部長、第13代プロ野球コミッショナー
- 森本宏 - 検察官、元東京地検特捜部長
- 鈴木修 - スズキ元相談役。元社長。
- 大前光市 - プロダンサー
- 長田百合子 - 教育評論家
- 中川拓郎 - 教諭、順天堂大箱根駅伝15人抜き

## 交通機関
- JR高山本線 飛騨萩原駅から徒歩で約1分。
- 濃飛バス「萩原駅下」バス停から徒歩で約5分。

## その他
普通科は2017年（平成29年）入試まで飛騨学区ではあるが、加茂郡白川町からも通うことができた。
2018年（平成30年）実施入学試験より普通科の学区制が廃止され、同時に県外募集も開始した。